# Medaglia d'Oro Nino Ronco
La Medaglia d'Oro Nino Ronco est une course cycliste italienne disputée au mois de juillet autour de la commune d'Ornago, en Lombardie. Elle rend hommage à l'ancien cycliste professionnel Nino Ronco, mort à la suite d'une chute sur le Tour de Lorraine 1948,.
Durant son existence, cette épreuve fait partir du calendrier régional de la Fédération cycliste italienne, en catégorie 1.20. Elle est donc réservée aux coureurs cyclistes espoirs (moins de 23 ans).

## Parcours
La course se déroule sur un parcours délimité et totalement plat de 15,5 kilomètres à neuf tours, pour une distance totale d'environ 140 kilomètres. Ce circuit commence et se termine à Ornago, tout en passant par les communes de Roncello, Basiano, Cambiago et Cavenago di Brianza.

## Palmarès depuis 2004
| Année | Vainqueur           | Deuxième              | Troisième            |
| ----- | ------------------- | --------------------- | -------------------- |
| 2004  | Mariano Giallorenzo | Marco Frapporti       | Gianmario Pedrazzini |
| 2005  | Francesco Frisoni   | Giovanni Carini       | Fabio Donesana       |
| 2006  | Simone Salet        | Aliaksei Polushkin    | Alessandro Mazzi     |
| 2007  | Luca Orlandi        | Alessandro Mazzi      | Andrea Menapace      |
| 2008  | Paolo Locatelli     | Simone Sala           | Luca Benedetti       |
| 2009  | Giacomo Nizzolo     | Oleksandr Polivoda    | Adrián Richeze       |
| 2010  | Giacomo Nizzolo     | Andrea Dal Col        | Diego Florio         |
| 2011  | Cristian Rossi      | Alessandro Forner     | Massimiliano Novo    |
| 2012  | Mirko Nosotti       | Andrea Barbetta       | Stefano Perego       |
| 2013  | Jakub Mareczko      | Nicolas Marini        | Francesco Delledonne |
| 2014  | Francesco Rosa      | Francesco Lamon       | Luca Pacioni         |
| 2015  | Marco Maronese      | Alessandro Savignano  | Cezary Grodzicki     |
| 2016  | Jalel Duranti       | Michele Baretto       | Cezary Grodzicki     |
| 2017  | Pasquale Abenante   | Stefano Oldani        | Giovanni Lonardi     |
| 2018  | Marco Cecchini      | Francesco Zandri      | Francesco Di Felice  |
| 2019  | Matteo Zandomeneghi | Carloalberto Giordani | Davide Colnaghi      |